# Cimetière musulman de Strasbourg
Le Cimetière musulman de Strasbourg (Bas-Rhin, France), nommé localement cimetière musulman public est, avec celui de Bobigny, l'unique cimetière public entièrement réservé aux défunts musulmans de France métropolitaine. Il est inauguré en 6 février 2012.

## Statut
En raison de la saturation progressive des carrés musulmans, en raison d'une part grandissante de Musulmans choisissant de se faire enterrer en France au lieu de faire rapatrier leurs corps dans les pays d'origine, la ville de Strasbourg décide de la construction d'un nouveau cimetière entièrement dédié aux sépultures musulmanes pour un investissement de 800 000 euros . Alors que les cimetières publics sont en France des espaces laïques de par la loi du 28 juillet 1881, le droit local en vigueur en Alsace-Moselle permet la construction de cimetières publics confessionnels, bien que l'islam ne soit pas mentionné dans le Concordat de 1801, l'article 15 du décret du 23 prairial an XII (12 juin 1804), stipulant que dans les communes où plusieurs cultes sont professés, chacun puisse disposer d'un lieu d'inhumation particulier. 
Sa création ayant été adoptée par un vote unanime du conseil municipal, le cimetière est inauguré en 6 février 2012 en présence du maire Roland Ries (PS), de l'ancienne maire Fabienne Keller (UMP), du sous-préfet, des représentants des cultes catholique, protestant et israélite ainsi que du président du Conseil français du culte musulman Mohammed Moussaoui. Conçus avec le Conseil régional du culte musulman et le monde associatif musulman local, le cimetière prévoit des sépultures orientées vers La Mecque et dispose d'équipements comme des salles équipées pour laver le corps du défunt et d'un espace de prière couvert pour les familles qui souhaitent suivre les rites traditionnels, les salles équipées pour les ablutions dans un petit bâtiment à l'entrée . La crémation étant proscrite dans l'islam, une surface est prévue pour les ossuaires afin de recueillir les restes des tombes abandonnées ou dont la concession sera parvenue à expiration.

### Les tombes
Parmi les nombreuses personnalités inhumées dans le cimetière public musulman de Strasbourg figurent notamment : Mohamed CHOUKRI et Abdelouahab ABDOUN, cofondateurs de la Grande Mosquée de Strasbourg ; Hassan AL ATYAOUI, imam ; Ahmed AMRIOUI, cofondateur de la mosquée de la Robertsau ; Aziz EL ALOUANI, acteur musulman du dialogue interreligieux.